# George Mallory
George Herbert Leigh Mallory (n. 18 iunie 1886 – d. 8 sau 9 iunie 1924):546–47 a fost un alpinist englez care a luat parte la primele trei expediții britanice pe Muntele Everest, organizate la începutul anilor 1920.
În timpul expediției britanice pe Muntele Everest din 1924, Mallory și partenerul său de cățărare, Andrew „Sandy” Irvine, au dispărut pe creasta de nord-est în încercarea lor de a face prima ascensiune pe cel mai înalt vârf montan din lume. Cei doi au fost văzuți pentru ultima dată atunci când se aflau la 245 m (în plan vertical) de vârf.
Soarta lui Mallory a rămas necunoscută timp de 75 de ani, până când trupul său neînsuflețit a fost descoperit pe 1 mai 1999 de membrii unei expediții de căutare a rămășițelor alpiniștilor morți. Nu se știe precis dacă Mallory și Irvine au ajuns în vârf înainte de a muri, existând o serie de speculații pe acest subiect.

## Tinerețea, educația și cariera didactică
Mallory s-a născut în satul Mobberley din comitatul Cheshire, ca fiu al lui Herbert Leigh Mallory (1856-1943), un preot care și-a schimbat numele de familie din Mallory în Leigh-Mallory în 1914. Mama lui era Annie Beridge (născută Jebb) (1863-1946), fiica unui preot din Walton, Derbyshire. George a avut două surori și un frate mai mic, Trafford Leigh-Mallory, care a fost comandant al Aviației de Vânătoare în cadrul Royal Air Force în timpul celui de-al Doilea Război Mondial și a avansat până la gradul de ajuns Air chief marshal (grad echivalent cu cel de general cu patru stele). El a crescut într-o casă cu 10 dormitoare de pe Hobcroft Lane din Mobberley.
În 1896 Mallory a urmat studii la Glengorse, o școală cu internat din orașul Eastbourne de pe coasta de sud, fiind transferat de la o altă școală pregătitoare din West Kirby. La vârsta de 13 ani, el a obținut o bursă pentru studiul matematicii la Winchester College. În ultimul său an de studii acolo a luat contact cu alpinismul prin intermediul institutorului R. L. G. Irving, care lua cu el în fiecare an câțiva oameni în expedițiile de alpinism din Munții Alpi. În octombrie 1905 Mallory a fost admis la Magdalene College din cadrul Universității Cambridge, unde a studiat istoria. Acolo, el a devenit bun prieten cu viitorii membri ai Grupului Bloomsbury, printre care Rupert Brooke, John Maynard Keynes, James Strachey, Lytton Strachey și Duncan Grant, care a pictat câteva portrete ale lui Mallory. Mallory era un pasionat vâslaș, care a reprezentat colegiul în concursurile de canotaj.
În 1909 Lytton Strachey l-a descris astfel pe Mallory:
„Mon dieu! — George Mallory! ... El are o înălțime de 1,82 metri, corpul unui atlet de Praxiteles și o față — oh incredibil — misterul lui Botticelli, rafinamentul și delicatețea unei tipărituri chinezești, tinerețea și picanteria unui băiat englez inimaginabil.”
După obținerea diplomei, Mallory a rămas în Cambridge pentru încă un an, scriind un eseu pe care l-a publicat sub titlul Boswell the Biographer (1912). El a locuit după aceea pentru un scurt timp în Franța. În 1910 a început să predea la Charterhouse, una dintre cele mai renumite școli publice din Anglia, unde l-a întâlnit pe poetul Robert Graves, care era atunci elev.:195 În autobiografia sa, Goodbye to All That, Graves și-a amintit de Mallory cu drag, atât pentru încurajarea interesului elevilor pentru literatură și poezie, cât și pentru instruirea lui în alpinism. Graves a susținut: „El (Mallory) s-a irosit (ca profesor) la Charterhouse. A încercat să-și trateze elevii într-un mod prietenos, ceea ce i-a nedumerit și i-a deranjat.”
În timp ce lucra la Charterhouse, Mallory a întâlnit-o pe viitoarea sa soție, Ruth Turner (1892-1942), care locuia în Godalming și cu care s-a căsătorit în 1914, cu șase zile înainte ca Marea Britanie să intre în război cu Germania. George și Ruth au avut două fiice și un fiu: Frances Clare (1915-2001), Beridge Ruth, cunoscută ca „Berry” (1917-1953), și John (n. 1920).
În decembrie 1915 Mallory a fost mobilizat în Royal Garrison Artillery ca sublocotenent și a fost avansat locotenent în 1 iulie 1917. El a servit în Franța, în timpul Primului Război Mondial, și a luptat în Bătălia de pe Somme. A fost demobilizat la 21 februarie 1920, cu gradul de locotenent.
După război, Mallory a revenit la Charterhouse, dar a demisionat în 1921 pentru a se alătura primei expediții de recunoaștere pe Everest. Între expediții, el și-a câștigat existența scriind și ținând conferințe, cu un succes doar parțial. În 1923 a obținut un post de lector la Departamentul de studii fără frecvență al Universității Cambridge.:467 El a primit un concediu temporar, astfel încât să poată participa la expediția pe Everest din anul 1924.

## Ascensiuni montane

### În Europa
În 1910, într-o expediție condusă de Irving, Mallory și un prieten au încercat să urce pe masivul Mont Vélan din Alpi, dar au abandonat cu puțin timp înainte de a ajunge în vârf din cauza senzației de rău de înălțime suferită de Mallory. În 1911 Mallory a urcat pe Mont Blanc și a făcut cea de-a treia ascensiune pe creasta Frontier a masivului alpin Mont Maudit într-o expediție condusă iarăși de Irving. Potrivit lui Helmut Dumler, Mallory a fost „aparent solicitat de un prieten de pe Frontul de Vest în 1916 [să scrie] un articol extrem de emoționant despre această importantă ascensiune”; acest articol a fost publicat sub titlul „Mont Blanc from the Col du Géant by the Eastern Buttress of Mont Maudit” în revista Alpine Journal și conținea întrebarea lui: „Am învins un dușman?” [adică muntele], la care tot el răspundea: „Nu, ci pe noi înșine.”
Prin 1913 el a urcat pe stânca Pilar Rock din parcul național englezesc Lake District, fără nici un ajutor, pe traseul cunoscut acum ca „traseul lui Mallory” — clasificat în prezent ca fiind un traseu foarte greu 5a (după clasificarea americană 5.9). Acest traseu a fost probabil, timp de mulți ani, cel mai greu traseu montan din Marea Britanie.
Una dintre prietenii apropiați și tovarăși de alpinism ai lui Mallory a fost o tânără femeie pe nume Cottie Sanders, care a devenit romancieră sub pseudonimul Ann Bridge. Natura relației lor este dificil de cunoscut. Ea a fost o „prietenă de alpinism” sau o „iubită ocazională”. După ce Mallory a murit, Cottie a elaborat un portret biografic despre el, care nu a fost niciodată publicat, dar care a fost preluat ulterior de biografi precum David Pye și David Robertson, și un roman intitulat Everest Dream.

### În Asia

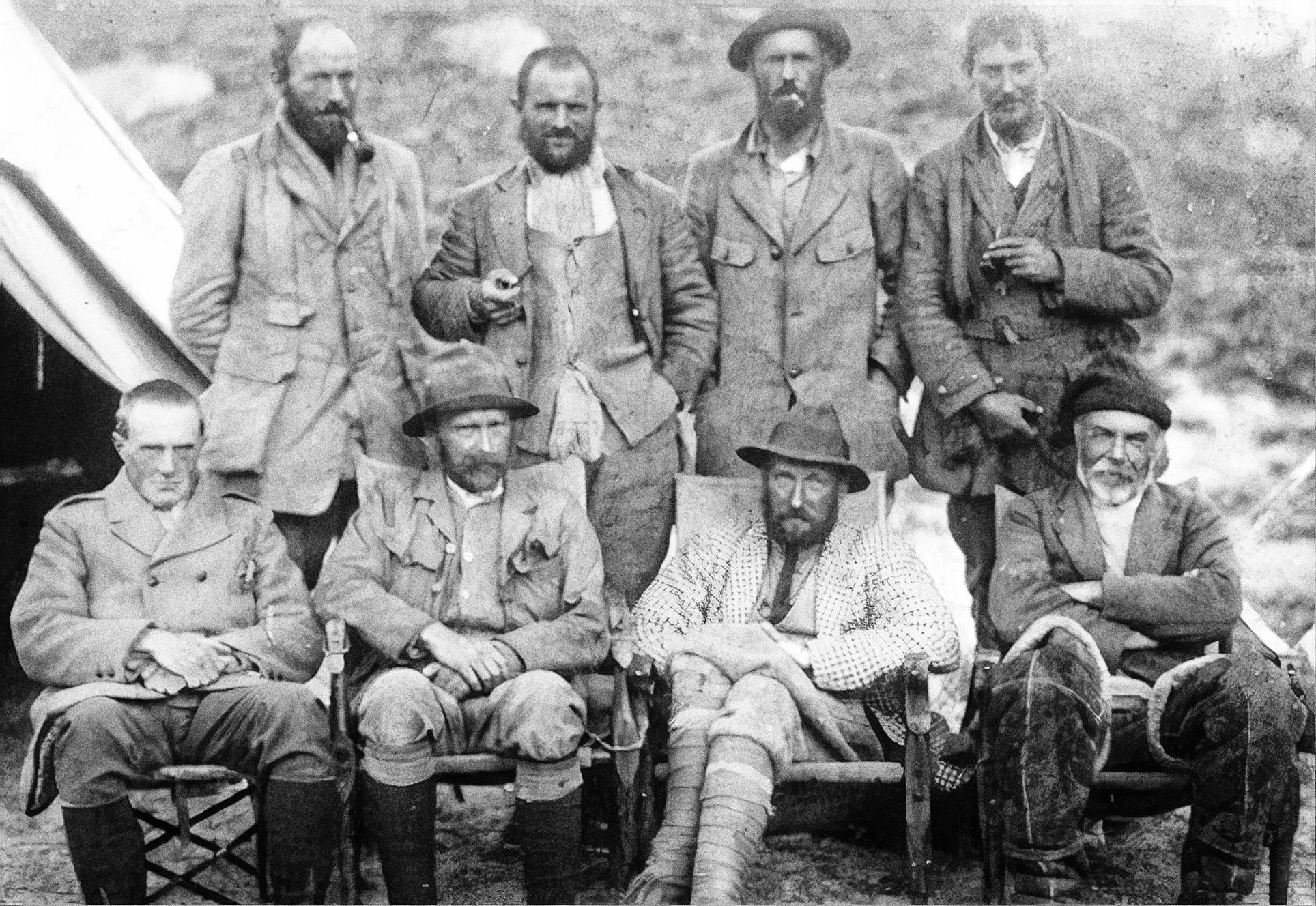
Expediția pe Everest din 1921: Mallory la dreapta, pe rândul din spate, Bullock la stânga pe rândul din spate

Mallory a participat la prima expediție britanică de recunoaștere din 1921, organizată și finanțată de Mount Everest Committee, care a explorat traseele până pe șaua nordică a Muntelui Everest. În timpul expediției au fost realizate primele hărți exacte ale regiunii din jurul muntelui, în timp ce Mallory, partenerul său de cățărare Guy Bullock și E. O. Wheeler de la agenția Survey of India au explorat în profunzime mai multe trasee pentru a ajunge în vârf. Sub conducerea lui Mallory și cu ajutorul oferit de aproximativ o duzină de șerpași, grupul a urcat pe câteva vârfuri mai mici din apropierea Everestului. Membrii grupului său au fost aproape sigur primii occidentali care au văzut dolina vestică de pe versantul dinspre Lhotse, precum și cei care au trasat cursul ghețarului Rongbuk până la baza versantului nordic. După ce a înconjurat muntele din partea de sud, grupul său a descoperit în cele din urmă ghețarul East Rongbuk — traseul către vârf folosit acum de către aproape toți alpiniștii de pe partea tibetană a muntelui. Urcând pe șaua crestei de nord-est (aflată la altitudinea de 7.020 metri (23.030 ft)), ei au căutat să descopere un traseu către vârf prin traversarea crestei de nord-est, depășind obstacolele celei de-a Doua Trepte.
În 1922 Mallory a revenit în Himalaya, ca membru al expediției conduse de generalul de brigadă Charles Bruce și de alpinistul șef Edward Strutt, cu scopul de a face o încercare serioasă pentru a ajunge în vârf. Evitând folosirea oxigenului îmbuteliat, care era considerată în acea vreme ca fiind împotriva spiritului alpinismului, Mallory, împreună cu Howard Somervell și Edward Norton, au ajuns aproape de creasta de nord-est a muntelui. În ciuda faptului că au fost împiedicați și încetiniți de aerul rarefiat, ei au atins o altitudine record de 8.225 metri (26.985 ft) înainte să fie forțați să abandoneze ascensiunea din cauza condițiilor meteorologice și a orei târzii.:427-428 Un al doilea grup condus de George Finch a ajuns la o altitudine de aproximativ 8.321 metri (27.300 ft), folosind măști de oxigen atât pentru ascensiune, cât și - prima dată - pentru dormit.:431–434 Grupul lui Finch a urcat cu o viteză record, care a fost depășită însă de Mallory în următoarea expediție.
Mallory a organizat o a treia încercare nereușită de a ajunge în vârf, plecând odată cu începerea sezonului musonic. În timp ce Mallory conducea, prin zăpadă proaspătă și adâncă, un grup de hamali pe pantele mai joase ale șeii nordice a Everestului, a izbucnit o avalanșă care a cuprins întreg grupul, omorând șapte șerpași. Ascensiunea a fost imediat abandonată, iar Mallory a fost acuzat ulterior că a luat decizii greșite, inclusiv de unii membri ai expediției precum dr. Longstaff.:452
Mallory este menționat frecvent pentru că a răspuns la întrebarea: „De ce ai vrut să urci pe Muntele Everest?” („Why did you want to climb Mount Everest?”) cu replica: „Pentru că este acolo” („Because it's there”), care a fost numită „cele mai celebre trei cuvinte din domeniul alpinismului”. Au apărut întrebări cu privire la autenticitatea citatului și dacă Mallory într-adevăr l-ar fi rostit. Unii au sugerat că citatul ar fi fost o parafrazare a vorbelor lui Mallory realizată de un reporter de ziar, dar examinarea raportului original publicat în The New York Times nu lămurește această chestiune. Expresia este în mod cert în concordanță cu afirmațiile citate în acel raportul publicat în ziarul The New York Times, astfel încât aceasta pare să nu denatureze atitudinea reală a lui Mallory.

## Ultima ascensiune a lui Mallory

### Expediția pe Everest din iunie 1924

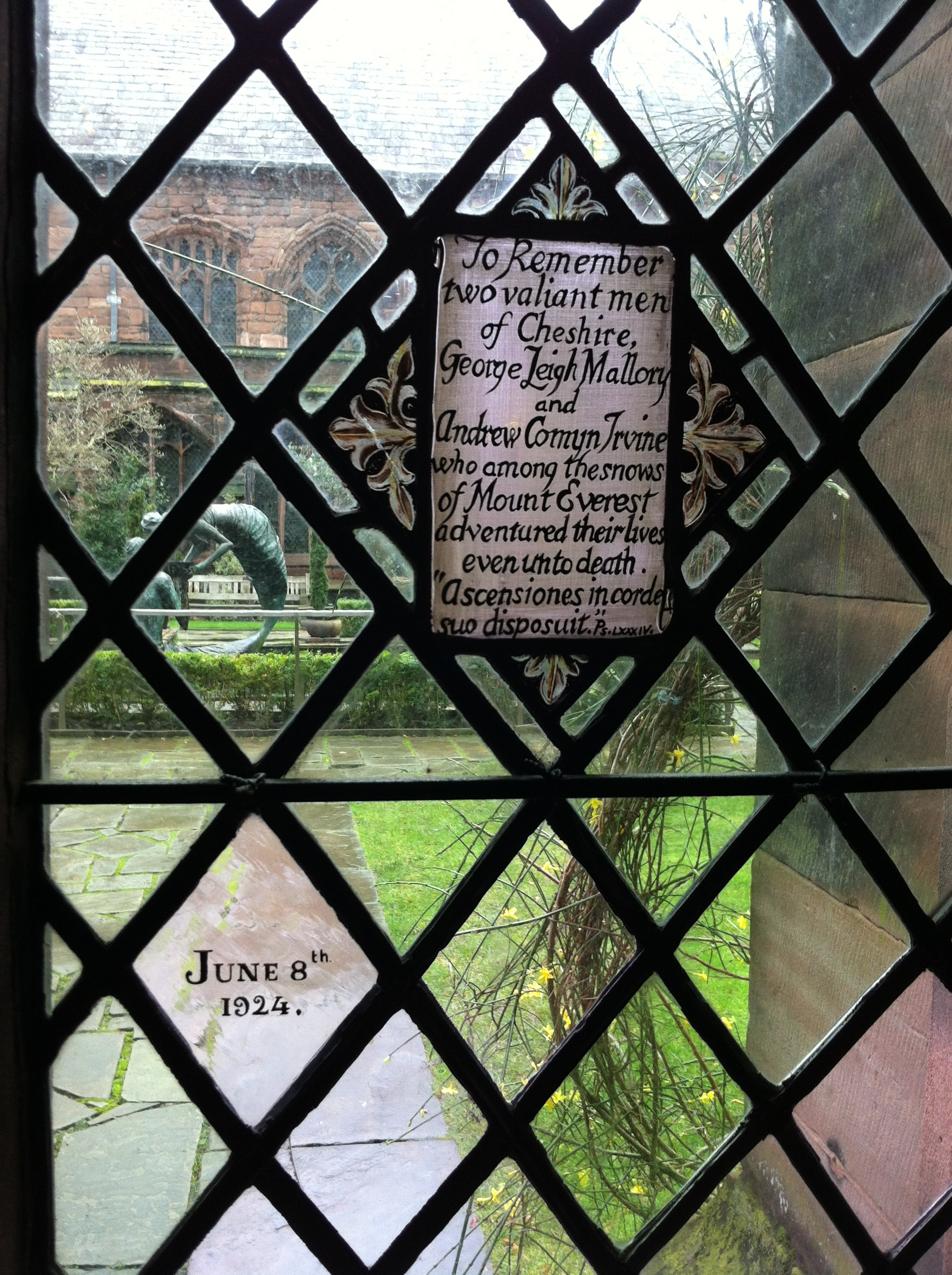
Placă în memoria lui George Mallory și Andrew Irvine în Catedrala din Chester

Mallory s-a alăturat expediției britanice pe Everest din 1924, care a fost condusă, la fel ca și expediția din 1922, de generalul Charles Bruce. Experimentatul alpinist, care avea 37 de ani la momentul ascensiunii, credea că, din cauza vârstei sale, această expediție era ultima lui ocazie de a urca pe munte. În timpul turneului în Statele Unite ale Americii el a afirmat chiar că expediția britanică va reuși să atingă vârful.
Mallory și Bruce au efectuat prima încercare, care a fost abandonată în mod inexplicabil de Mallory la Tabăra 5.
Norton și Somervell au pornit de la Tabăra 6 și pe o vreme ideală Norton a reușit, fără oxigen, să atingă cota 8.570 metri (28.120 ft), un nou record de înălțime.
Pe 4 iunie 1924 Mallory și Andrew Irvine au pornit de la Baza Avansată (ABC), aflată la cota 6.500 metri (21.300 ft), și au început deja să folosească oxigenul de la baza de pe șaua nordică, pe care au urcat-o în 2 1⁄2 ore. Mallory renunțase la scepticismul său cu privire la folosirea oxigenului ca urmare a eșecului primei sale încercări și a amintirii ascensiunii foarte rapide a lui Finch din 1922.
La 6 iunie, ora 08:40, ei au pornit, urcând spre Tabăra 5. Pe 7 iunie au ajuns la Tabăra 6. Mallory a scris că a folosit doar 3⁄4 dintr-o butelie de oxigen în cele două zile, ceea ce sugerează o rată de urcare pe verticală de aproximativ 260 de metri pe oră.

Pe 8 iunie alpinistul Noel Odell se deplasa în spatele celor doi, având un „rol de sprijin” ca responsabil cu oxigenul. Aflat în jurul altitudinii de 7.925 metri (26.001 ft) el i-a văzut pe cei doi escaladând o stâncă proeminentă, ori Prima Treaptă, ori A Doua Treaptă, pe la ora 13:00, deși Odell ar fi putut, teoretic, să vadă o stâncă mai înaltă, pe atunci necunoscută, denumită „A Treia Treaptă”. Odell a declarat mai târziu:
La ora 12.50, imediat după ce am ieșit din starea de bucurie produsă de descoperirea primelor fosile pe Everest, a avut loc o limpezire bruscă a atmosferei și a fost dezvelită în fața privirii întreaga creastă și vârful final al Everestului. Ochii mi s-au fixat pe o mică pată neagră care se zărea pe o mică culme înzăpezită sub o treaptă de stâncă de pe creastă; pata neagră s-a mișcat. O altă pată neagră a devenit evidentă și s-a deplasat prin zăpadă pentru a i se alătura celeilalte pe creastă. Prima s-a apropiat apoi de marea treaptă de stâncă și a ajuns în scurt timp în vârf; a doua a procedat la fel. Apoi, toată această vedere fascinantă a dispărut, învăluită încă o dată în nor.
La momentul respectiv, Odell a observat că unul dintre bărbați a depășit A Doua Treaptă a crestei de nord-est. În afară de mărturia lui, totuși, nu s-au descoperit dovezi că Mallory și Irvine au urcat mai sus de Prima Treaptă; una dintre buteliile lor de oxigen a fost găsită goală chiar sub Prima Treaptă, iar pioletul lui Irvine a fost găsit în apropiere în 1933. Cei doi nu s-au mai întors niciodată în tabără.
Cel mai probabil, Mallory și Irvine au murit fie în aceeași seară, fie în ziua de 9 iunie. Vestea dispariției lui Mallory și Irvine a produs consternare în Marea Britanie, iar cei doi alpiniști au fost jeliți de multă lume și onorați ca eroi naționali. În 17 octombrie 1924 a fost organizată o slujbă memorială pentru ei în Catedrala Saint Paul din Londra, la care au asistat membri ai familiei, prieteni și demnitari, inclusiv regele George al V-lea și membri ai familiei regale, primul ministru Ramsay MacDonald și toți membrii guvernului.
Testamentul lui Mallory a fost deschis la Londra în 17 decembrie; el a lăsat averea lui de 1.706 £, 16 șilingi și 6 penny (echivalentul aproximativ a 95.575 £ în 2016) ca moștenire pentru soția lui.

### Pierdut pe Everest timp de 75 de ani
După dispariția lor, mai multe expediții au încercat să găsească rămășițele lor și, probabil, să afle dacă ei au ajuns în vârf. Frank Smythe a afirmat în cursul expediției din 1936 că i s-a părut că a văzut un cadavru mai jos locul unde a fost găsit pioletul lui Irvine cu trei ani mai devreme: „Cercetam fața muntelui din tabăra de la bază cu un telescop de mare putere, când am văzut ceva ciudat într-o râpă de sub polița de grohotiș. Desigur, era un spațiu lung și foarte îngust, dar am o vedere foarte bună și nu cred că era o stâncă. Acest obiect se afla exact în punctul în care Mallory și Irvine ar fi căzut dacă s-ar fi rostogolit pe versanții plin de grohotiș”, a scris Smythe într-o scrisoare către Edward Felix Norton. El a ținut descoperirea discretă deoarece se temea de goana după senzațional a presei, iar această descoperire a fost dezvăluită abia în 2013, după ce scrisoarea a fost găsită de fiul său, atunci când se pregătea să-i scrie biografia.
La sfârșitul anului 1986 Tom Holzel a lansat o expediție de căutare pe baza rapoartelor alpinistului chinez Zhang Junyan că partenerul său, Wang Hungbao, ar fi dat peste „un englez mort” la 8.100 metri (26.600 ft) în 1975. În ultima zi a expediției, Holzel s-a întâlnit cu Zhang Junyan, care a repetat că, în ciuda dezmințirilor oficiale ale Asociației Chineze de Alpinism, Wang s-a întors dintr-o excursie scurtă și a descris găsirea „unui alpinist străin” la „8.100 m”. Wang a fost ucis într-o avalanșă a doua zi după prezentarea acestui raport verbal, astfel încât locul nu a putut fi determinat niciodată cu precizie.
În 1999 expediția de cercetare Mallory și Irvine, sponsorizată parțial de serialul științific american de televiziune Nova și de postul britanic de televiziune BBC și organizată și condusă de Eric Simonson, a ajuns pe Everest pentru a căuta corpurile celor doi alpiniști dispăruți. Ghidat de cercetările lui Jochen Hemmleb, la câteva ore de la începutul căutării pe 1 mai, Conrad Anker a găsit un corp înghețat la altitudinea de 8.157 metri (26.762 ft) pe versantul nordic al muntelui. Din moment ce corpul a fost găsit mai jos de locul unde a fost găsit pioletul lui Irvine în 1933 la cota 8.461,25 metri (27.760,0 ft), echipa s-a așteptat să fie corpul lui Irvine și a sperat să recupereze aparatul de fotografiat pe care s-a spus că îl avea la el. Membrii expediției au fost surprinși să afle că numele de pe echipament era „G. Leigh Mallory”. Corpul era bine conservat, datorită temperaturilor de îngheț. Din buzunarele hainelor au fost recuperate un altimetru de alamă, un cuțit de buzunar cu o teacă de piele și o pereche intactă de ochelari de zăpadă. Efectele personale găsite, precum o scrisoare și o factură de la un furnizor londonez de echipament de alpinism au confirmat identitatea cadavrului. Echipa nu a putut, totuși, să localizeze aparatul de fotografiat pe care cei doi alpiniști l-au luat cu ei pentru a dovedi că ascensiunea lor a avut succes. Experții companiei Kodak au spus că, dacă un aparat de fotografiat va fi găsit vreodată, există o șansă că filmul să poată fi developat pentru a fi produse fotografii imprimabile pe hârtie, cu condiția să fie luate măsuri extraordinare, și au oferit îndrumări cu privire la manipularea unui astfel de aparat de fotografiat și a filmului din interior, în cazul că va fi găsit. Înainte de a părăsi locul morții lui Mallory, membrii expediției au oficiat un serviciu religios anglican pentru alpinist și i-au acoperit rămășițele pământești cu un morman de pietre de pe munte.
Sir Edmund Hillary, care este considerat, împreună cu șerpașul Tenzing Norgay, primul care a urcat pe vârful Everest, a salutat vestea descoperirii trupului lui Mallory și a afirmat că este foarte posibil ca Mallory să fi reușit să ajungă în vârf cu câțiva zeci de ani înaintea lui. „El a fost cu adevărat pionierul ideii escaladării Muntelui Everest”, a spus Hillary.
Echipa de cercetare din 1999 a revenit pe munte în 2001, pentru a efectua cercetări suplimentare. Ei au descoperit ultima tabără a lui Mallory și Irvine, dar nu a reușit să găsească nici corpul lui Irvine și nici un aparat de fotografiat. O altă expediție efectuată în 2004 s-a dovedit, de asemenea, inutilă.
În 2007 expediția de cercetare de pe Everest condusă de Conrad Anker, care a găsit trupul lui Mallory, a încercat să reconstituie ultimii pași pe munte ai alpinistului.

## Atingerea vârfului

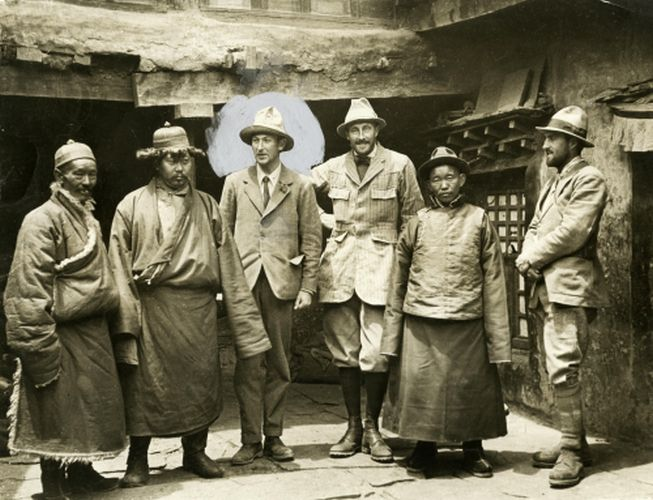
Unii membri ai expediției britanice pe Muntele Everest din 1924; Mallory este scos în evidență

Nu se știe dacă Mallory și Irvine au ajuns pe vârful Everest. Această chestiune rămâne deschisă speculațiilor și este un subiect cercetat și dezbătut de diverși specialiști.

### Corpul lui Mallory
De la descoperirea unei răni grave de coardă în jurul taliei lui Mallory, care era înconjurată de resturile unei corzi de alpinism, se pare că el și cu Irvine erau legați între ei atunci când unul dintre ei a alunecat și a antrenat căderea celuilalt. Corpul lui Mallory se afla 300 m mai jos și la aproximativ 100 m pe orizontală de locul unde, în 1933, a fost găsit pioletul, care, după trei semne caracteristice pe coadă, i-ar fi aparținut lui Irvine. Faptul că trupul era relativ nezdrobit, cu excepția unor fracturi la piciorul drept (tibia și peroneul erau rupte chiar deasupra cizmei), în comparație cu alte corpuri găsite în același loc, despre care se știe că au căzut de pe creasta de nord-est a muntelui, sugerează că Mallory nu ar fi putut să cadă de la locul unde a fost găsit pioletul, ci trebuie să fi căzut dintr-un loc mult mai jos. Wang ar fi găsit, se pare, pioletul lui Mallory aproape de corpul lui (și l-a luat cu el). Dacă acest lucru este adevărat, atunci Mallory nu numai că a supraviețuit căderii inițiale împreună cu Irvine, ci că s-a aflat în posesia pioletului său până cu puține secunde înainte de a se lovi de o piatră care i-a oprit căderea finală. Când a fost găsit, trupul său era decolorat de soare, congelat și mumificat.
O altă descoperire semnificativă făcută pe corpul lui Mallory a fost o rană severă pe frunte, de mărimea unei mingi de golf, care a fost cauza probabilă a morții sale. Această rană neobișnuită ar fi putut fi cauzată de un piolet, ceea i-a făcut pe unii să creadă că, în timpul alunecării lui, Mallory ar fi încercat să folosească pioletul pentru a controla viteza coborârii sale, iar pioletul s-ar fi putut izbi de o stâncă și ar fi ricoșat, lovindu-l mortal.
Unii cred că George Mallory l-a ales ca partener de cățărare pe Andrew „Sandy” Irvine, deoarece acesta se pricepea să repare buteliile de oxigen, care erau folosite în ascensiunile montane.
Noel Odell a crezut că i-a văzut pe Mallory și Irvine urcând A Doua Treaptă, dar ulterior și-a schimbat povestea afirmând că a fost de fapt Prima Treaptă. Spre sfârșitul vieții sale, cu toate acestea, el a susținut afirmația inițială. Observațiile recente făcute de alți alpiniști cu privire la punctul de vedere al lui Odell sugerează că Odell i-ar fi văzut, probabil, pe bărbați pe A Doua Treaptă așa cum a afirmat inițial.

### Teorii
O serie de ipoteze diferite au fost propuse și noi teorii continuă să fie prezentate. Majoritea ipotezelor consideră că cei doi, care purtau câte două butelii de oxigen fiecare, au urcat fie Prima Treaptă, fie A Doua Treaptă, unde au fost văzuți de Odell. În acest moment, rămân două alternative principale: fie Mallory ia butelia de oxigen a lui Irvine și continuă singur (și ajunge sau nu ajunge în vârf), fie merg amândoi împreună până când decid să se întoarcă (atunci când constată că și-au consumat oxigenul sau că își vor consuma oxigenul înainte de a ajunge în vârf). În oricare caz, Mallory alunecă și cade către moarte, în timp ce coboară, prins probabil în furtună aprigă de zăpadă care l-a determinat pe Odell să se adăpostească în cortul lor. Irvine fie cade împreună cu el, fie, în cazul primului scenariu, moare singur de epuizare și hipotermie sus pe creastă. Ipoteza avansată de Tom Holzel în februarie 2008 este că Odell i-a văzut pe Mallory și pe Irvine urcând Prima Treaptă pentru a arunca o ultimă privire în jur în timpul coborârii după ce încercarea lor de a ajuns în vârf a eșuat.

## Afirmațiile altor alpiniști

### Afirmația lui Ang Tsering
Ang Tsering, un membru șerpaș al expediției britanice de pe Everest din 1924, a fost intervievat în anul 2000 de Jonathan Neale, care a povestit:
Ang Tsering spune că ceea ce i-a plăcut la George Mallory a fost atitudinea lui prietenoasă.

### Partenerii de cățărare
Harry Tyndale, unul dintre partenerii de cățărare ai lui Mallory, a spus următoarele:
Cine îl privea pe George la lucru era conștient nu atât de forța fizică, cât de suplețea și de echilibrul lui; atât de ritmică și de armonioasă era deplasarea lui în orice loc abrupt ... încât mișcările lui apăreau aproape serpentine în finețea lor.
Geoffrey Winthrop Young, un alpinist experimentat, a avut loc Mallory capacitatea în venerație:
Mișcarea lui în escaladă era în întregime a lui. Contrazicea toată teoria. El își așeza piciorul sus în orice unghi pe o suprafață netedă, își îndoia umărul către genunchi și se deplasa în sus și din nou în poziție verticală într-o curbă năvalnică. Orice s-ar fi întâmplat nevăzut între el și stâncă... privirea și chiar rezultatul erau întotdeauna aceleași - o mișcare ondulantă continuă atât de rapidă și atât de puternică încât simțeai că roca trebuie să cedeze sau să se dezintegreze.

### Afirmația lui Conrad Anker
Conrad Anker, care a găsit corpul lui Mallory în 1999, a urcat A Doua Treaptă în 2007 și a încercat să reconstituie ascensiunea pe Everest din 1924, a declarat că el crede că „este posibil, dar foarte improbabil, ca ei să fi ajuns în vârf”, invocând dificultatea ascensiunii pe cea de-a Doua Treaptă și poziția trupului lui Mallory. El a afirmat că, în opinia sa:
Nu cred că au făcut-o ... ascensiunea acolo este atât de dificilă și cred că Mallory era un foarte bun alpinist și o parte din a fi un bun alpinist este să știi când îți asumi un risc prea mare și e momentul să te întorci. Cred că a înțeles asta și s-a întors și atunci când coborau Fâșia Galbenă el sau Irvine a alunecat și l-a tras pe celălalt, frânghia s-a rupt și el și-a găsit sfârșitul.

## In memoriam

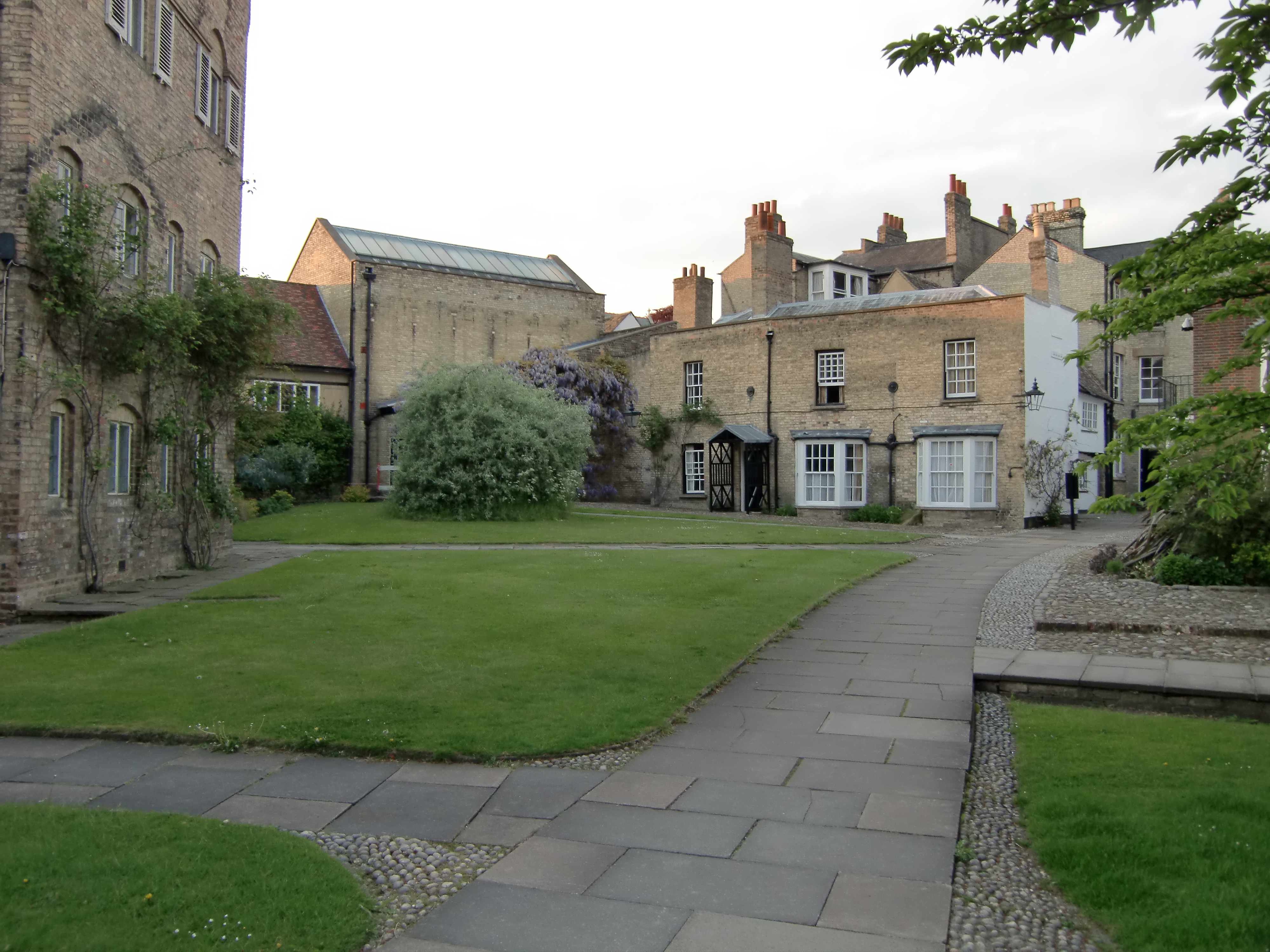
Mallory Court de la Magdalene College, Cambridge

Mallory a fost onorat de alma mater, Magdalene College, Cambridge, care a denumit o curte cu numele lui și a amplasat o placă memorială a morții lui deasupra ușii uneia dintre clădiri. Asociația foștilor membri ai Magdalene Boat Club a fost redenumită Mallory Club în semn de recunoaștere a realizărilor sale în explorarea montană și a faptului că a practicat canotajul în timpul studiilor la colegiu. Două vârfuri înalte din munții americani Sierra Nevada, Mount Mallory și Mount Irvine, situate la câteva mile sud-est de Mount Whitney, au fost numite în onoarea lor.
În necrologul lui George Finch din ziarul londonez The Times s-a spus că Mallory și Finch au fost „cei mai buni doi alpiniști ai vremii (lor)”.
Tragedia montană s-a dovedit o temă recurentă în familia Mallory. Fratele mai mic al lui Mallory, Air Chief Marshal Sir Trafford Leigh-Mallory, și-a găsit moartea în munți atunci când aeronava Avro York, care-l transporta la noua sa misiune de comandant al forțelor aeriene ale Comandamentului Britanic din Asia de Sud-Est s-a prăbușit în Alpii francezi în 1944, cauzând moartea tuturor pasagerilor. O fereastră memorială în onoarea lui George Mallory, împreună cu o placă memorială în onoarea lui Trafford, se află în Biserica Saint Wilfrid din Mobberley, unde tatăl lor, Herbert, bunicul George și alți membri ai familiei au slujit ca preoți. Fiica lui Mallory, Frances Clare, s-a căsătorit cu medicul Glenn Allan Millikan, care a fost ucis într-un accident de alpinism în Fall Creek Falls State Park din Tennessee.
Fiul lui Frances Mallory, Richard Millikan, a devenit un alpinist respectat în cursul anilor 1960 și 1970. Nepotul lui Mallory, numit tot George Mallory, a ajuns pe vârful Everest în anul 1995 de pe creasta nordică, împreună cu alți șase alpiniști, ca parte a Expediției Americane pe Everest din 1995. El a lăsat pe vârf o poză a bunicilor lui, invocând „afaceri neterminate”.
În filmul documentar biografic al lui Anthony Geffen despre viața și ultima expediție a lui Mallory, The Wildest Dream (2010), Conrad Anker și Leo Houlding au încercat să reconstituie ultima ascensiune a alpinistului, îmbrăcați și echipați într-un mod asemănător cu Mallory și Irvine.
Keith Thomas și Glyn Bailey au creat un musical despre viața lui Mallory intitulat Mountain of Dreams.

## Scrieri
- Mallory, George Leigh (1922). „Mount Everest: The Reconnaissance”. The Geographical Journal. 59 (2): 100–09. doi:10.2307/1781387. JSTOR 1781387.
- Mallory, George Leigh (1922). „The First High Climb”. The Geographical Journal. 60 (6): 400–12. doi:10.2307/1781077. JSTOR 1781077.
- Mallory, George Leigh (1922). „The Reconnaissance of the Mountain”.  În Howard-Bury, Charles Kenneth. Mount Everest the Reconnaissance, 1921. Longmans, Green and Co.; Edward Arnold & Co. pp. 183–280.

## Legături externe
- Lucrări de George Mallory la Proiectul Gutenberg
- „Expedition to rewrite Everest history”. BBC News. 24 martie 1999. Accesat în 8 august 2008.
- Ghosts of Everest – New evidence examined. 1999 Expedition finds Mallory's remains; tries to reconstruct Mallory's ascent. From Outside Magazine
- Lost on Everest – In January 2000, PBS broadcast the story of the 1999 Nova expedition to locate the bodies of George Mallory and Andrew Irvine.
- Peter H. Hansen, ‘Mallory, George Herbert Leigh (1886–1924)’, Oxford Dictionary of National Biography, Oxford University Press, 2004, brief biographical entry.
- Interactive panorama of The Second Step on Everest's Northeast Ridge.
- 2004 Expedition to find the cameras
- Mount Everest 1924 photographs Arhivat în 18 august 2012, la Wayback Machine. – John Noel's photographs from the 1924 expedition.
- Ainley, Janine (13 iunie 2006). „Replica clothes pass Everest test”. BBC News. Accesat în 8 august 2008.
- Photo of Mallory Court, Magdalene College, Cambridge
- Mallory's rowing career and account of the 1907 Boat Race, with photo [NB that caption incorrectly states that Mallory rowed in Oxford/Cambridge boat race.]
- Tom Holzel's 2008 theory that Odell saw Mallory descending at the First Step
- Mike Parsons and Mary B. Rose. Mallory Myths and Mysteries: The Mallory Replica Project
- Mallory and Irvine Memorials Arhivat în 1 iulie 2016, la Wayback Machine.